# Anna Toušová
Anna Toušová (* 17. února 1926) byla česká a československá politička Československé strany socialistické a poslankyně Sněmovny národů Federálního shromáždění za normalizace.

## Biografie
K roku 1976 se profesně uvádí jako pracovnice na dobytčí farmě. Ve volbách roku 1976 usedla do české části Sněmovny národů (volební obvod č. 26 - Klatovy, Západočeský kraj). Ve Federálním shromáždění setrvala do konce funkčního období, tedy do voleb roku 1981.